# منتخب تايلاند لكرة القاعدة
منتخب تايلاند لكرة القاعدة (بالتايلندية: เบสบอลทีมชาติไทย) هو ممثل تايلاند الرسمي في المنافسات الدولية في كرة القاعدة .